# Quadroppia hammerae
Quadroppia hammerae är en kvalsterart som beskrevs av Mínguez, Ruiz och Subías 1985. Quadroppia hammerae ingår i släktet Quadroppia och familjen Quadroppiidae. Inga underarter finns listade i Catalogue of Life.